# Voie rapide H4 (Slovénie)
Pour les articles homonymes, voir H4.
La voie rapide H4 (slovène : Hitra cesta H4) est une voie rapide slovène de 42,1 km allant de l'A1 à la frontière italienne pour rejoindre l’Autoroute A34 (Italie).

## Parcours
- Échangeur entre H4 et A1 ( 43) : Ljubljana, Koper, près de Razdrto (Postojna)
- 1 : Vipava, Podnanos (en), Štanjel, Manče (en), Zemono (en)
- 2 : Ajdovščina, Idrija, Col (sl)
- 3 : Selo (en), Dornberk, Črniče (en)
- 4 : Vogrsko (en), Ozeljan (en), Tolmin
- 5 : Šempeter pri Gorici, Nova Gorica, Sežana, Miren
- Italie A34